# Митропа куп 1956.
Митропа куп 1956. је било 16. издање клупског фудбалског такмичења Митропа купа.
Такмичење је трајало од 24. јуна до 4. августа 1956. године. Вашаш је у финалном двомечу био успешнији од Рапида из Беча и освојио први трофеј Митропа купа. 

## Резултати

### Четвртфинале
| Меч | Клуб          | Држава   | укупан рез. | Држава       | Клуб              | 1. утак. | 2. утак. | Плеј-оф |
| --- | ------------- | -------- | ----------- | ------------ | ----------------- | -------- | -------- | ------- |
| 1   | Рапид Беч     | Аустрија | 4:3         | Чехословачка | Слован Братислава | 3:0      | 1:3      |         |
| 2   | Адмира Вакер  | Аустрија | 2:2         | СФРЈ         | Партизан          | 1:1      | 1:1      | 0:4     |
| 3   | Црвена звезда | СФРЈ     | 4:6         | Мађарска     | МТК               | 1:1      | 3:5      |         |
| 4   | Вашаш         | Мађарска | 4:2         | Чехословачка | Дукла Праг        | 2:0      | 2:2      |         |

### Полуфинале
| Меч | Клуб      | Држава   | укупан рез. | Држава   | Клуб  | 1. утак. | 2. утак. | Плеј-оф |
| --- | --------- | -------- | ----------- | -------- | ----- | -------- | -------- | ------- |
| 1   | Рапид Беч | Аустрија | 7:6         | Мађарска | МТК   | 3:3      | 4:3      |         |
| 2   | Партизан  | СФРЈ     | 2:6         | Мађарска | Вашаш | 1:0      | 1:6      |         |

### Финале
| Меч | Клуб      | Држава   | укупан рез. | Држава   | Клуб  | 1. утак. | 2. утак. | Плеј-оф |
| --- | --------- | -------- | ----------- | -------- | ----- | -------- | -------- | ------- |
| 1   | Рапид Беч | Аустрија | 4:4         | Мађарска | Вашаш | 3:3      | 1:1      | 2:9     |

| Освајач Митропа купа 1956. |
| -------------------------- |
| Вашаш 1. Титула            |